# Brandi y Jarrod: Casados con su Trabajo
Brandi y Jarrod: Casados con su Trabajo, es una serie de televisión spin-off, perteneciente al género de telerrealidad estadounidense transmitido en A&E. La serie se centra en Jarrod Schulz y Brandi Passante, una pareja que trabaja en conjunto, con la compra de unidades de almacenamiento en la serie de televisión ¿Quién da más?. Un episodio de previsualización fue emitido el 22 de abril de 2014, mientras que la serie se estrenó oficialmente el 12 de agosto de 2014.